# Herb gminy Rogóźno
Herb gminy Rogóźno – symbol gminy Rogóźno.

## Wygląd i symbolika

Chorągiew wójtostwa i Rogóźna

Herb przedstawia na tarczy koloru białego biegnącą w skos z prawej górnej do lewej dolnej części czerwoną wstęgę, a na niej trzy kwiaty z pięcioma białymi płatkami. Swoją formą nawiązuje do czasów krzyżackich i chorągwi wójtostwa i Rogóźna. 